# デビッド・モレル
デビッド・モレル（David Morrell、1998年1月18日 - ）は、キューバのプロボクサー。サンタ・クララ出身。元WBA世界スーパーミドル級レギュラー王者。元WBA世界ライトヘビー級レギュラー王者。世界2階級制覇王者。
センサク・ムアンスリンとワシル・ロマチェンコと並ぶデビューから3戦目で世界王者になった。現在はミネソタ州ミネアポリス在住。トレーナーはロニー・シールズ。

## 来歴

### スーパーミドル級
2019年7月19日、キューバから亡命しウォリアーズ・ボクシング・プロモーションズと契約。
2020年8月8日、ロサンゼルスのPeacockシアターで、空位のWBA世界スーパーミドル級暫定王座決定戦としてWBA世界スーパーミドル級1位でWBA世界スーパーミドル級ゴールド王者のレノックス・アレンと対戦し、12回3-0(120-108、119-109、118-110)の判定勝ちを収め、暫定ながらセンサク・ムアンスリンとワシル・ロマチェンコと並ぶ世界最速記録となるデビュー3戦目での王座獲得に成功した。
2020年12月26日、ロサンゼルスのシュライン・オーディトリアムでWBA世界スーパーミドル級10位のマイク・ガブロンスキーと初防衛戦を行う予定だったが、モレルが前日計量で170ポンドを記録し体重超過になったが、体重超過を犯したにもかかわらず結局モレルの暫定王座は剥奪されず、ノンタイトル10回戦に変更して試合は行われ、モレルが3回2分45秒KO勝ちを収めた。
2021年1月19日、WBAは、モレルを暫定王者からレギュラー王者へ認定した。
2021年6月27日、ミネアポリス・アーモリーでWBA世界スーパーミドル級15位マリオ・カサレスと対戦し、初回2分32秒KO勝ちを収め初防衛に成功した。
2021年7月8日、WBAから元WBA世界スーパーミドル級暫定王者でWBA世界スーパーミドル級3位のジョン・ライダーとの指令戦を発令され、8月8日までに交渉を行うように通達された。
2021年12月18日、ミネアポリス・アーモリーでWBA世界スーパーミドル級10位のアランテス・フォックスと対戦し、4回2分6秒TKO勝ちを収め2度目の防衛に成功した。
2022年6月4日、ミネアポリス・アーモリーでWBA世界スーパーミドル級10位のケビン・ヘンダーソンと対戦し、4回2分35秒TKO勝ちを収め3度目の防衛に成功した。
2022年11月5日、ミネアポリス・アーモリーでWBA世界スーパーミドル級1位のアイドス・イェルボスヌイと指名試合で対戦し、12回2分34秒KO勝ちを収め4度目の防衛に成功した。しかしイェルボスヌイが試合後に硬膜下血腫で一時意識不明になり緊急搬送される重体となった。
2023年4月22日、ラスベガスのT-モバイル・アリーナで行われたジャーボンテイ・デービス 対 ライアン・ガルシア戦の前座でWBA世界スーパーミドル級6位のヤマグチ・ファルカンと対戦し、初回2分36秒TKO勝ちを収め5度目の防衛に成功した。当初モレルはWBA世界スーパーミドル級9位のセナ・アグベコと対戦する予定だったが、試合の9日前になってネバダ州アスレチックコミッションからアグベコにライセンスが発行されなかったためファルカンを代役に立てて行われた。
2023年12月16日、ミネアポリス・アーモリーで行われたチャンピオンシップ・ボクシングの最終回興行において、チケット完売となる5,347人を動員して、WBA世界スーパーミドル級10位のセナ・アグベコと対戦し、2回1分43秒TKO勝ちを収め6度目の防衛に成功した。

### ライトヘビー級
WBA世界スーパーミドル級王者サウル・アルバレスから避けられ対戦できる見込みが薄いためライトヘビー級に階級を上げることを決めた。
2024年8月3日、ロサンゼルスのBMOスタジアムにてテレンス・クロフォード対イスラエル・マドリモフの前座で、WBA世界ライトヘビー級4位のラディボジェ・カラジッチとWBA世界同級レギュラー王座決定戦を行い、12回判定勝ちで王座獲得に成功し、レギュラー王座での2階級同時制覇を果たした。この試合でモレルは75万ドル（約1億1000万円）、カラジッチは35万ドル（約5100万円）のファイトマネーを稼いだ。
2024年8月30日、WBA世界スーパーミドル級レギュラー王座を返上した。
2025年2月1日、ラスベガスのT-モバイル・アリーナにてWBC世界ライトヘビー級暫定王者のデビッド・ベナビデスとWBA・WBC暫定世界ライトヘビー級王座統一戦を行い、11回にダウンを奪うもラウンド終了後にモレルがベナビデスを右フックで加撃する反則を犯し減点1を科せられたこともあり、プロ初黒星となる12回0-3（111-115×2、110-118）の判定負けを喫し2団体王座統一に失敗、WBA王座から陥落した。
2025年7月21日、WBOはWBO世界ライトヘビー級暫定王者のカラム・スミスと同級3位のモレルとの間で行われるWBO暫定世界同級タイトルマッチを指令した。交渉期間は同年8月20日までの30日間で、同意に達しない場合は入札が行われる。

## 戦績
- アマチュアボクシング：135戦 130勝 5敗
- プロボクシング：13戦 12勝 (9KO) 1敗

| 戦           | 日付           | 勝敗 | 時間     | 内容    | 対戦相手                           | 国籍           | 備考                                                       |
| ------------ | -------------- | ---- | -------- | ------- | ---------------------------------- | -------------- | ---------------------------------------------------------- |
| 1            | 2019年8月31日  | ☆    | 1R 1:05  | KO      | イェンドリス・ロドリゲス・バルデス | キューバ       | プロデビュー戦                                             |
| 2            | 2019年11月2日  | ☆    | 2R 1:01  | KO      | クィントン・ランキン               | アメリカ合衆国 |                                                            |
| 3            | 2020年8月8日   | ☆    | 12R      | 判定3-0 | レノックス・アレン                 | ガイアナ       | WBA世界スーパーミドル級暫定王座決定戦→レギュラー王座に認定 |
| 4            | 2020年12月26日 | ☆    | 3R 2:45  | KO      | マイク・ガブロンスキー             | アメリカ合衆国 |                                                            |
| 5            | 2021年6月27日  | ☆    | 1R 2:32  | KO      | マリオ・カサレス                   | メキシコ       | WBA防衛1                                                   |
| 6            | 2021年12月18日 | ☆    | 4R 2:06  | TKO     | アランテス・フォックス             | アメリカ合衆国 | WBA防衛2                                                   |
| 7            | 2022年6月4日   | ☆    | 4R 2:35  | TKO     | ケビン・ヘンダーソン               | アメリカ合衆国 | WBA防衛3                                                   |
| 8            | 2022年11月5日  | ☆    | 12R 2:34 | KO      | アイドス・イェルボスヌイ           | カザフスタン   | WBA防衛4                                                   |
| 9            | 2023年4月22日  | ☆    | 1R 2:36  | KO      | ヤマグチ・ファルカン               | ブラジル       | WBA防衛5                                                   |
| 10           | 2023年12月16日 | ☆    | 2R 1:43  | TKO     | セナ・アグベコ                     | ガーナ         | WBA防衛6                                                   |
| 11           | 2024年8月3日   | ☆    | 12R      | 判定3-0 | ラディボジェ・カラジッチ           | アメリカ合衆国 | WBA世界ライトヘビー級レギュラー王座決定戦                  |
| 12           | 2025年2月1日   | ★    | 12R      | 判定0-3 | デビッド・ベナビデス               | アメリカ合衆国 | WBA・WBC暫定・世界ライトヘビー級王座統一戦 WBA陥落         |
| 13           | 2025年7月12日  | ☆    | 10R      | 判定2-1 | イマーム・ハタエフ                 | オーストラリア |                                                            |
| 14           | 2025年11月22日 |      |          |         | カラム・スミス                     | イギリス       | WBO暫定・世界ライトヘビー級タイトルマッチ 試合前           |
| テンプレート |                |      |          |         |                                    |                |                                                            |

## 獲得タイトル
- WBA世界スーパーミドル級暫定王座（防衛0=レギュラー王座に認定）
- WBA世界スーパーミドル級レギュラー王座（防衛6=返上）
- WBA世界ライトヘビー級レギュラー王座（防衛0）